# Nefertiti (jazzklubb)

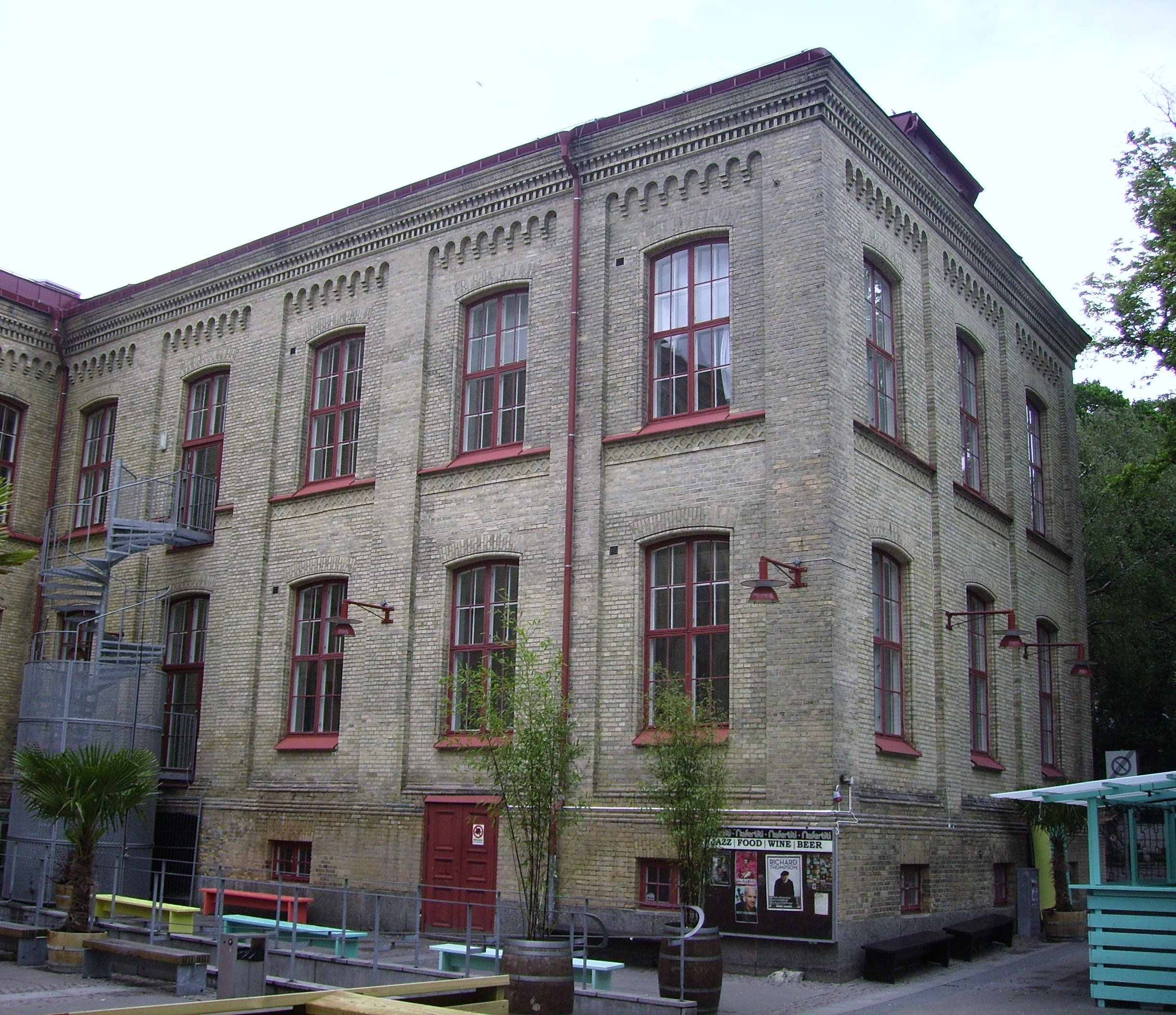
Nefertiti

Nefertiti är en jazzklubb i Göteborg som drivits av en ideell Jazzförening. Starten skedde 1978 i och med att föreningen, då med namnet Jazz i Göteborg tog över lokalen som tidigare drivits under namnet Jazz Artdur. 1982 skapades bolaget Jazzklubben Nefertiti AB som ägare till kontraktet för klubben som sedan starten legat i källaren till den nedlagda skolan Gamla Latin på Hvitfeldtsplatsen som nu är en del av Lärarhögskolan. Under åren har presenteras i snitt mer än 200 konserter per år.
Förutom jazzkonserter har även anordnats konserter med blues, världsmusik, tango, r’n’b och soul till klubbar som bl.a presenterat det senaste och experimentella inom elektronika, house, techno, hiphop, ambient och ljudkonst.
Den 5 april 2020 meddelade föreningen att dess restaurang och dotterbolag Nefertiti  AB begärts i konkurs. Vid en budgivning den 10 juni 2020 köptes Nefertiti AB av bolaget Ink Productions AB.

## Namntvist
Konkursförvaltaren för restaurangen lämnade i augusti 2020 in en ansökan till Patent- och registreringsverket om rätten till namnet Nefertiti samt dess logotyp. Efter en nästan fyra år lång namntvist står det klart att Nefertiti på Hvitfeldtsplatsen 6 har bättre rätt till varumärket.